# Assemblea nazionale (Bhutan)
L'Assemblea nazionale (Dzongkha: གི་རྒྱལ་ཡོངས་ཚོགས་འདུ) è la camera bassa del parlamento bicamerale del Bhutan. L’altra è il Consiglio nazionale.

## Storia
L'Assemblea nazionale fu istituita inizialmente come un parlamento monocamerale dal Re Jigme Dorji Wangchuck nel 1953. Sempre lui nel 1971 autorizzò l'Assemblea a destituire dalla carica lui od uno dei suoi successori con una maggioranza dei due terzi. Attualmente questo processo è leggermente più complicato: oltre all'Assemblea, l'abdicazione involontaria deve essere approvata anche dal Consiglio nazionale. Inoltre questo deve essere ratificato con un referendum popolare.

## Caratteristiche
L'Assemblea nazionale è composta da 47 membri eletti a suffragio universale. 
La prima elezione si è tenuta il 24 marzo 2008 e ha visto la schiacciante vittoria del Druk Phuensum Tshogpa (Partito per la Pace e la Prosperità del Bhutan), partito di orientamento conservatore, che ottenne 45 seggi mentre il Partito Democratico Popolare ottenne gli altri due. 
Ai sensi dell'Art. 12 della Costituzione del 2008, ciascuno dei 20 Dzongkhag deve essere rappresentato da un numero di deputati che varia da 2 a 7, in base alla popolazione. L'Assemblea nazionale si deve riunire almeno due volte in un anno e deve eleggere un Presidente ed un Vicepresidente.

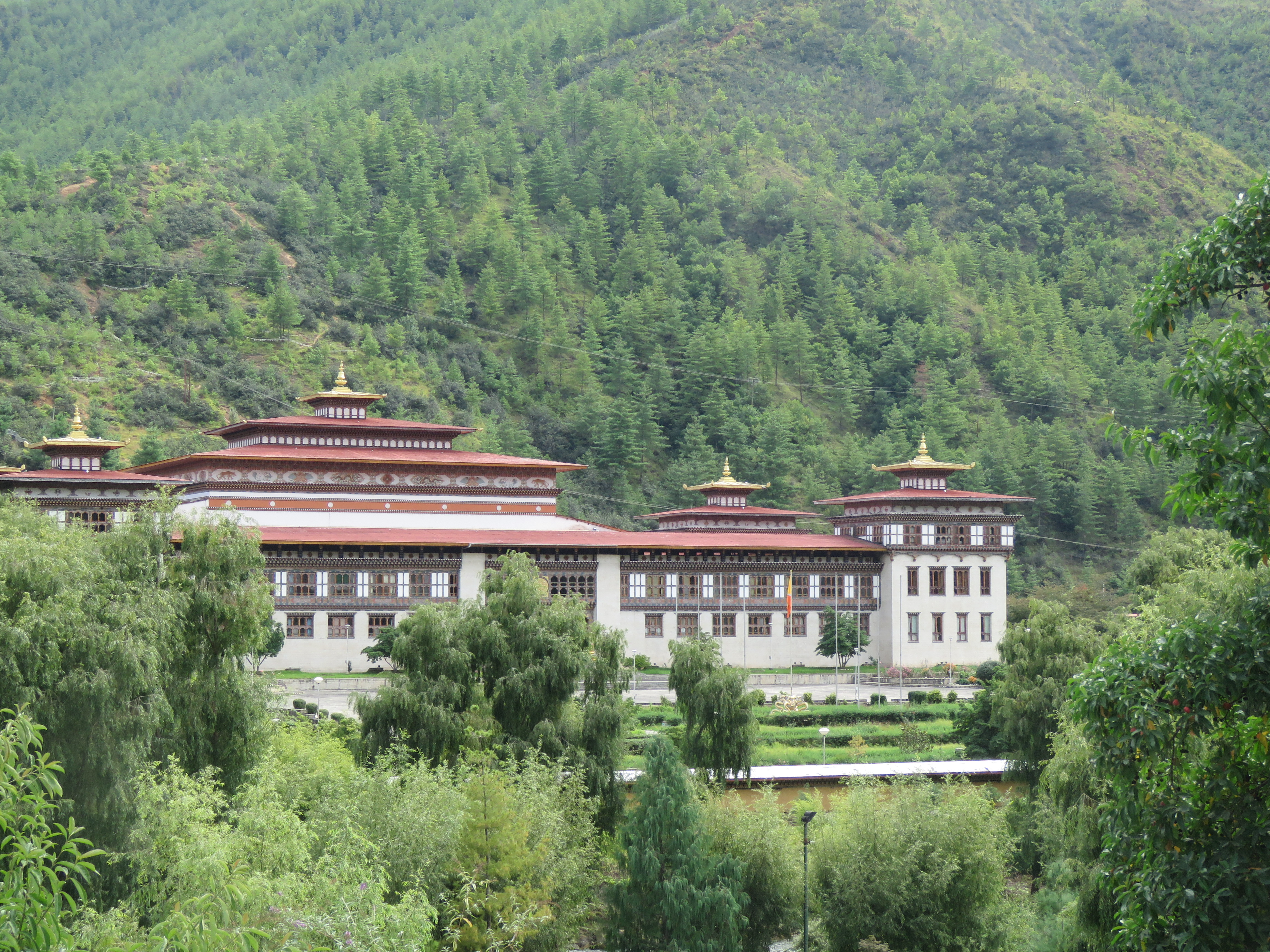
L'edificio che ospita l'Assemblea nazionale a Thimphu